# 呂良偉
呂良偉（英語：Ray Lui Leung Wai；1956年12月22日—），香港男演員、商人，出生於越南，1980年以在無綫電視劇集《上海灘》飾演「丁力」一角成名。1991年的黑帮传记片《跛豪》为其电影代表作。

## 演藝生涯

### 早年
呂良偉為越南華裔，於越南西貢堤岸出生，其父親呂秉榮在1940年代由中國移居至越南從商，以經營糖果雜貨與乾貨店及膠拖鞋生意維生。呂良偉家有一兄、一姐和兩弟，早年在堤岸生活，繼而移居胡志明市華人活躍地帶附近一個車站的住宅，並在該處花了兩個月時間通過與小朋友街坊遊玩來學懂以粵語交談。當時他在騎電單車時發生意外，以致面部留下永久疤痕。及至1967年因越戰爆發，呂氏一家申請移民香港。呂良偉便於1968年與母親和最年幼的胞弟率先由越南移居香港銅鑼灣維多利亞公園旁邊的住宅。他先到埗香港的原因出於越南那邊的特務嚴密監視人口流動實況，因此需要分批離境。

### 投身演藝界
到達香港初年，呂良偉覺得要租住單位的生活不及以前家有家庭傭工照料及有汽車接送好，於是向母親提議回到越南定居，最終他在母親勸說下學會適應新生活環境。而後為了照顧於1973年患病的母親，他善用日間時間到父親（1969年跟其他家人到港）任職廠長的手袋製造廠工作賺取醫療費用，同時放棄了中學學業。不過其曾是業餘話劇演員的父親留意到呂良偉不適合從事工廠工作，亦明白到呂良偉自小有表演天份，接著鼓勵呂良偉參加電視台的藝員訓練班（父親替他索取報名表格，胞姊送他去面試）。如是他於1976年報考第六期無綫電視藝員訓練班，1977年畢業後正式出道。他當年的同期同學有陳玉蓮及廖偉雄等人。而於1976年加入訓練班之前，呂良偉曾經報考麗的電視藝員訓練班不遂。
雖然他精通幾種語言，而且自幼習武，可惜畢業後無綫表示同類型演員太多，並無即時跟呂良偉簽約。當時訓練班導師之一的李家鼎得知情況後致電呂良偉，並答應協助呂良偉向無綫高層反映，結果無綫隨後跟呂良偉簽約，開始拍劇。呂良偉在無綫早期主要演出劇集當中的一些小配角。1980年的經典劇集《上海灘》改變呂良偉一生：該劇是他首度担正的作品，飾演黑幫頭目「丁力」一角，自此一舉成名，被稱呼「丁力」。及後乘著推出的《上海灘續集》，呂良偉還以「丁力」一角繼續擔正。及後呂良偉在無綫劇集當中多數參演一些形象硬朗的角色，像《佛山贊先生》、《雪山飛狐》、《鄭成功》。儘管劇集沒有超越《上海灘》佳績，但對其日後在電影界有深遠影響，蓋因呂在電影飾演不少這類角色。直至2008年，他重返無綫，應莊偉健邀請復出後開拍與羅嘉良、馬德鐘、袁詠儀、戚美珍、郭可盈、薛家燕的電視劇《富貴門》。

### 電影事業
呂良偉於1989年離開無綫，全心投入電影圈。其實之前他已有參演電影，最早演出的是徐克作品《第一類型危險》；而在1981年在李修賢執導的警匪片《Friend過打Band》中飾演警探，並獲不俗迴響；而因這部片之成功，日後在電影中他幾乎都飾演警察或者黑社會頭目的角色。其中在周星馳主演的《賭俠２之上海灘賭聖》，呂良偉再演「丁力」。
他從影以來最成功的電影乃1991年的《跛豪》，上映時收三千八百多萬港元票房，掀起傳記電影熱潮。該片在1992年香港電影金像獎中贏得最佳電影，不過呂良偉在獲得最佳男主角提名時卻敗於曾志偉（雙城故事）。1993年主演乘《跛豪》之成功推出的《歲月風雲之上海皇帝》、《上海皇帝之雄霸天下》等等，亦遠差於預期。由於久久未能再上高峰，因此他選擇重返電視圈，於1995年亞視的《新包青天》飾演展昭，並主唱主題曲；不久再成立電影公司製作電影。
隨著九十年代末香港電影市道不景氣，呂良偉近年主力在中國内地發展，偶爾才回香港演出：2004年演出《大無謂》，2007年演出《導火綫》。

## 個人生活

### 感情
呂良偉出道以來有過三段婚姻，前兩段雖是新聞熱點，但其實未正式登記。
1986年，他在拍攝無綫劇集《小島風雲》時跟剛出道的同戲演員周海媚交往，兩人都是彼此初戀。1988年11月9日，呂良偉與當時21歲的周海媚在美國登記結婚，但5個月后，女方便以性格不合為由提出離婚，多年後呂良偉才發現兩人因不了解美國登記制度並沒有正式註冊。
1989年，他和永安百貨創辦人郭泉的曾孫女，演员郭锦恩因合作《四千金》交往兩年。
呂良偉和邝美云在1987年合拍电视剧《猎鲨行动》相识，但直至二人在朋友间的聚会中再遇，才渐生情愫。1996年，呂良偉以傳統中式婚禮迎娶鄺美雲，但並未正式登記，8個月後宣布離婚。呂良偉在2010年的自传《路是无限宽广》中形容邝美云是「命裡的一個劫」，稱由拍拖到结婚不停吵架，又指她屢次逼婚，自己“骑虎难下”，唯有「試婚」。邝美云在自傳出版後透過闺中密友反擊，称当年吕良伟不给家用，离婚后也沒有赡养费。又指两人离婚，并非吕良伟口中的性格不合，而是1997年吕良伟认识了上海的王菲丽后，為傍富婆而离婚，后来发现王菲丽并非富婆，迅速分手。
90年代末，呂良偉認識來自貴州的高幹子弟楊小娟（1971年5月1日-），女方北京大学经济系畢業，先後經營茅台酒出口生意和手袋厂，曾任深圳商會會長。2001年1月，呂良偉與楊小娟「奉子成婚」。兒子吕善扬畢業於劍橋大學，2024年加入中國公益救援機構藍天救援隊。
此外，龚如心曾公开表白吕良伟：“这样睿智、有男人味的人是最佳的先生人选。”2007年4月龚如心去世后，盛传有巨额遗产转到吕良伟名下，但吕良伟表示“二人素未谋面”，否认继承遗产。

### 投資
1997年香港金融風暴令呂良偉損失慘重，瀕臨破产。他變賣房產後到2002年，靠股票和自住房升值，經濟狀況好轉。2003年呂良偉和一位美籍華裔商人合夥，在大陸成立觸動傳媒廣告公司，研發多媒體技術，經營計程車的車載廣告系統，已在美國上市，市值達十五億至二十億元。他持有的物業除了總值超過1.39億的三棟香港豪宅外，在中國大陆和台灣也有房產，另外還在澳洲、加拿大都有樓房店舖。
2009年，他到北大修读2年工商管理学博士（DBA）。

## 演出作品

### 電影
| 年份   | 片名                                             | 角色             |
| 1980年 | 金手指                                           | 華仔             |
| 1980年 | 第一類型危險                                     | 呂Sir            |
| 1980年 | 兵來賊擋                                         |                  |
| 1981年 | 衝鋒車                                           | 關警隊           |
| 1981年 | 踩線                                             | 阮達昌           |
| 1981年 | 大控訴（又名: 省港怒吼）                         |                  |
| 1981年 | 膽搏膽（又名: 龍虎兄弟）                         |                  |
| 1982年 | Friend過打Band                                   | 陳Sir            |
| 1982年 | 熱浪                                             | 達記             |
| 1982年 | 彩雲曲                                           |                  |
| 1983年 | 摧花者死（又名: 棄嬰）                           | 黃偉             |
| 1983年 | 同線車                                           |                  |
| 1983年 | 我的媽媽                                         | 林志剛           |
| 1983年 | 上海灘（以1980年劇集《上海灘》重新剪輯而成）     | 丁力             |
| 1983年 | 上海灘續集（以1980年劇集《上海灘》重新剪輯而成） | 丁力             |
| 1983年 | 叔侄‧縮窒                                        | 梁偉             |
| 1983年 | 一觸驚魂                                         |                  |
| 1983年 | 打擂台                                           | 呂偉             |
| 1984年 | 多情種                                           | 查理             |
| 1984年 | 失婚老豆                                         | Sam              |
| 1986年 | 連環炮                                           | 高偉強           |
| 1986年 | 國父孫中山與開國英雄                             | 居正             |
| 1987年 | A計劃續集                                        | 萬天晴           |
| 1987年 | 良宵花弄月                                       | 郭振華           |
| 1987年 | 養鬼仔                                           | 雷威             |
| 1988年 | 獵鷹計劃                                         | 龍哥             |
| 1989年 | 獵魔群英                                         | 齊越             |
| 1989年 | 沉底鱷                                           | 葉振強           |
| 1989年 | 四千金                                           | 羅拔Robert       |
| 1989年 | 返老還童                                         | 搖得快           |
| 1989年 | 我愛唐人街                                       | 張志洪           |
| 1989年 | 奇蹟                                             | 呂公子           |
| 1989年 | 猛鬼山墳２                                       | 阿鴻             |
| 1990年 | 遊戲規則                                         | 王銓斌           |
| 1990年 | 赤色大風暴                                       | 阿莊             |
| 1991年 | 香港地下司令                                     | 馬世豪           |
| 1991年 | 破繭急先鋒                                       | 家駒             |
| 1991年 | 毒豪                                             | 李偉             |
| 1991年 | 忠奸盜                                           | 劉家鼎           |
| 1991年 | 賭俠２之上海灘賭聖                               | 丁力             |
| 1991年 | 跛豪                                             | 「跛豪」吳國豪   |
| 1991年 | 夜生活女王霞姐传奇                               | 跛豪（客串）     |
| 1991年 | 烈火危情（又名: 烈火紅唇）                       | 李志偉           |
| 1992年 | 廟街十二少                                       | 超哥             |
| 1993年 | 歲月風雲之上海皇帝                               | 陸月生           |
| 1993年 | 上海皇帝之雄霸天下                               | 陸月生           |
| 1993年 | 一九四九之劫後英雄傳                             | 韓敬山           |
| 1993年 | 異域之末路英雄                                   | 羅輝             |
| 1993年 | 李洛夫奇案                                       | 李洛夫           |
| 1993年 | 天台的月光                                       | 史波             |
| 1993年 | 再世追魂                                         | 陳大偉           |
| 1993年 | 一代梟雄之三支旗                                 | 陳志超           |
| 1993年 | 虎穴屠龍之轟天陷阱                               | 林國正           |
| 1994年 | 西楚霸王                                         | 項羽             |
| 1994年 | 流氓律師                                         | 單華明           |
| 1994年 | 終極獵殺                                         | 朱志傑           |
| 1995年 | 中國十大奇案之中俄列車大劫案                     | 向冲             |
| 1998年 | 極度重犯                                         | King Tso         |
| 1999年 | 轟天綁架大富豪                                   | 戴富強           |
| 1999年 | 迷失森林                                         | Henry            |
| 2000年 | 回頭太難                                         | 文傑             |
| 2000年 | 刑-殺之法                                        | 陳輝             |
| 2000年 | 愛殺2000                                         | 李浩             |
| 2000年 | 公元2000                                         | 李國維（Greg）   |
| 2000年 | 古惑夕陽紅                                       | 林俊傑           |
| 2000年 | 月夜閃靈（台灣電影）                             | 卜國威           |
| 2004年 | 大無謂                                           | 漢哥             |
| 2006年 | 青面獸楊志                                       | 楊志             |
| 2007年 | 導火線                                           | 渣哥             |
| 2007年 | 八月一日                                         | 叶挺             |
| 2008年 | 女人我最大（又名: 野蠻的溫柔）                   | 喬雄             |
| 2010年 | 喋血孤城                                         | 余程萬           |
| 2010年 | 澳門1949                                         | 關濟棠           |
| 2010年 | 河長                                             | 張秋江           |
| 2011年 | 建黨偉業                                         | 吳佩孚           |
| 2013年 | 釋迦牟尼佛傳（馬來西亞電影）                     | 释迦牟尼佛       |
| 2013年 | 風暴                                             | 啪哥             |
| 2013年 | 光輝歲月                                         | 博爾格親王       |
| 2014年 | 變形金剛4：絕跡重生（美國電影）                  | 賽車手（客串）   |
| 2014年 | 鎮海保衛戰                                       | 薛福成           |
| 2016年 | 708090之深圳戀歌                                 | 冯华平           |
| 2017年 | 明月幾時有                                       | 曾生             |
| 2018年 | 黄金花                                           | 黃遠山           |
| 2018年 | 天下第一镖局                                     | 馬寶             |
| 2018年 | 大轰炸                                           | 空军上尉         |
| 2018年 | 豬年運程（紀錄片）                               | 畫雞畫鎮宅       |
| 2019年 | 刺杀风云（網絡電影）                             | 周琦方           |
| 2019年 | 为国而歌                                         | 蔡楚生           |
| 2020年 | 無間行者之生死潛行                               | 劉天南           |
| 2021年 | 卸甲歸來                                         | 吳魏             |
| 2021年 | 真三國無雙                                       | 袁紹             |
| 2021年 | 天下無拐                                         | 高峰             |
| 2021年 | 怒火                                             | 姚若成（姚Sir）  |
| 2022年 | 新烈馬爭鋒上海灘（網絡電影）                     | 金廣榮           |
| 2022年 | 青面修罗（網絡電影）                             | 孟旭             |
| 2022年 | 雪山飛狐之塞北宝藏（網絡電影）                   | 陶百岁           |
| 2022年 | 黃金大逃獄（網絡電影）                           | 蟹哥             |
| 2022年 | 扫黑行动                                         | 周胜华           |
| 2022年 | 刺局                                             | 孟旭             |
| 2022年 | 天之书                                           | 八爷             |
| 2023年 | 天龙八部之乔峰传                                 | 慕容博           |
| 2023年 | 暗殺風暴                                         | 鄧驊（友情演出） |
| 2023年 | 毒蜂                                             | 邝洋             |
| 2023年 | 龍馬精神                                         | 王海泉           |
| 2023年 | 上海灘之風雲正道（網絡電影）                     | 鄭有道           |
| 2023年 | 疾速反擊（網絡電影）                             | 馬旭東           |
| 2023年 | 開國將帥授銜1955                                 | 陳明仁           |
| 2024年 | 无间毒票（網絡電影）                             | 劉興華（華哥）   |
| 2024年 | 白晝如焚                                         | 魏允             |
| 2024年 | 誤判                                             | 「笙哥」英笙     |
| 2025年 | 九州千秋令（網絡電影）                           | 灵鶯             |
| 2025年 | 暗杀1932（網絡電影）                             | 胡八爷           |
| 待上映 | 衝鋒                                             | 金先生           |
| 待上映 | 新封神之戰朝歌（網絡電影）                       |                  |
| 待上映 | 黑三角風雲之破曉營救                             |                  |

### 電視劇（無綫電視）
| 首播   | 劇名                              | 角色                          |
| 1977年 | 民間傳奇之金玉奴                  | 閒角（乞丐）                  |
| 1977年 | 無名英雄                          | 勤務兵                        |
| 1978年 | 大亨                              | 記者                          |
| 1978年 | 人海奇譚之球國梟雄                | 球員                          |
| 1978年 | 星期日首映之男子漢                |                               |
| 1978年 | 第一次之初出茅廬 第一次之應召女郎 | 陳大川 阿忠                   |
| 1978年 | 倚天屠龍記                        | 丐幫長老                      |
| 1978年 | 的土司機                          | 劫匪賊仔（第2集）             |
| 1979年 | 刀神                              | 南宮華樹                      |
| 1979年 | 網中人                            | 阿 標                         |
| 1979年 | 下一代之蛻變                      | 細雄                          |
| 1979年 | 四眼神探                          | 阿強                          |
| 1979年 | 家在香港                          | 阿龍（第3集） 阿Ben（第17集） |
| 1980年 | 上海灘                            | 丁力                          |
| 1980年 | 上海灘續集                        | 丁力                          |
| 1980年 | 上海灘龍虎鬥                      | 丁力                          |
| 1981年 | 迷離世界之菲林幽魂                | 張培元                        |
| 1981年 | 烽火飛花                          | 吳漢聲                        |
| 1981年 | 佛山贊先生                        | 陳華順                        |
| 1981年 | 前路                              | 李烈                          |
| 1981年 | 鱷魚潭                            | 蕭六鄭                        |
| 1982年 | 男子漢                            | 麦守正                        |
| 1982年 | 荊途                              | 傅偉良                        |
| 1982年 | 萬水千山總是情                    | 莊天涯                        |
| 1983年 | 老洞                              | 展 邦                         |
| 1983年 | 三相逢                            | 丘國柱                        |
| 1983年 | 播音人                            |                               |
| 1983年 | 留種（單元劇）                    | 關文                          |
| 1983年 | 勇者福星                          | 陳小福                        |
| 1984年 | 黃金約會                          | 戶俊雄                        |
| 1984年 | 畫出彩虹                          | 楊兆文                        |
| 1984年 | 家有嬌妻                          | 任文立                        |
| 1984年 | 城市小品之神探阿福                | 陳偉                          |
| 1985年 | 呂四娘                            | 雍正帝                        |
| 1985年 | 錯體姻緣                          | 古偉男                        |
| 1985年 | 好女當差                          | 陳剛                          |
| 1985年 | 挑戰                              | 江天偉                        |
| 1985年 | 雪山飛狐                          | 胡斐／胡一刀                  |
| 1985年 | 都市風情之晚情                    | 阿德                          |
| 1985年 | 開心女鬼                          | 哈家光                        |
| 1985年 | 夜驚魂之凶車                      | 阿偉                          |
| 1986年 | 達摩                              | 達摩                          |
| 1986年 | 小島風雲                          | 易麟                          |
| 1987年 | 獵鯊行動                          | 袁 揮                         |
| 1987年 | 鄭成功                            | 鄭成功                        |
| 1987年 | 大班密令之英雄交響曲              | 文尚哲                        |
| 1987年 | 豪情                              | 容乙生                        |
| 1987年 | 週末小品之人生曲                  | 馬醫生                        |
| 1988年 | 大都會                            | 杜明                          |
| 1988年 | 當代男兒                          | 莫少康                        |
| 1988年 | 太平天國                          | 洪秀全                        |
| 1988年 | 狂龍                              | 崇禎帝                        |
| 2009年 | 富貴門                            | 卓一元（Marcus）              |

### 電視劇（亞洲電視）
| 首播   | 劇名         | 角色 |
| 1995年 | 《新包青天》 | 展昭 |

### 電視劇（香港電台）
| 首播   | 劇名             | 角色   |
| 1979年 | 獅子山下：兩女性 | 陳國偉 |
| 1980年 | 屋簷下：驛站     | 志明   |

### 電視劇（台灣）
| 首播   | 頻道 | 劇名           | 角色   |
| 1999年 | 中視 | 《達摩祖師》   | 達摩   |
| 2007年 | 華視 | 《魔劍生死棋》 | 官御天 |

### 電視劇（中國大陸）
| 首播   | 劇名                       | 角色           |
| 1996年 | 《紐約風暴》               | 邊浩東         |
| 1997年 | 《東方風雲》               | 苑大勇         |
| 1997年 | 《原野》                   | 仇虎           |
| 2001年 | 《宰相小甘羅》             | 呂不韋         |
| 2002年 | 《書劍恩仇錄》             | 文泰來         |
| 2002年 | 《貂蟬》                   | 呂布           |
| 2002年 | 《極速檔案》               | 孫宏偉         |
| 2003年 | 《刺虎》                   | 年羹堯         |
| 2003年 | 《金手指》                 | 唐青山 / 王爺  |
| 2005年 | 《紅頂商人胡雪巖》         | 王有齡         |
| 2005年 | 《傲劍江湖》               | 展灝           |
| 2005年 | 《褡褳王爺》               | 永碩           |
| 2005年 | 《我是有情人》             | 張國棟         |
| 2006年 | 《七劍下天山》             | 多格多         |
| 2006年 | 《大明玉璽》               | 漢王朱高煦     |
| 2006年 | 《張大千》                 | 張大千         |
| 2007年 | 《情定CRD》                | 葉景輝         |
| 2009年 | 《封神榜之武王伐紂》       | 紂王           |
| 2011年 | 《新水浒傳》               | 晁盖           |
| 2011年 | 《奢香夫人》               | 靄翠           |
| 2011年 | 《大風歌》                 | 漢高祖劉邦     |
| 2012年 | 《新烏龍山剿匪記》         | 鑽山豹         |
| 2012年 | 《木府風雲》               | 木青           |
| 2012年 | 《微博達人》               | 鄭偉業         |
| 2013年 | 《花木蘭傳奇》             | 金蠶子         |
| 2013年 | 《忽必烈傳奇》             | 拖雷           |
| 2013年 | 《等你回家》               |                |
| 2013年 | 《新戀愛時代》             | 向飛           |
| 2013年 | 《槍械師》                 | 呂萬才         |
| 2013年 | 《火線追凶2》（電視電影）  | 鍾朗           |
| 2015年 | 《华胥引之绝爱之城》       | 苏珩           |
| 2015年 | 《愛在風起雲湧時》         | 溫漢才         |
| 2016年 | 《新萧十一郎》             | 逍遥侯         |
| 2016年 | 《大世界》                 | 黄楚衡         |
| 2016年 | 《宜昌保卫战》             | 杨帆           |
| 2016年 | 《英雄诀》                 | 朱棣           |
| 2016年 | 《月明三更》（2011年拍攝） | 六祖惠能       |
| 2017年 | 《射雕英雄传》             | 一燈           |
| 2017年 | 《滄海一粟》（2008年拍攝） | 劉海粟         |
| 2017年 | 《国士无双黄飞鸿》         | 黃麒英         |
| 2018年 | 《萍踪侠影》               |                |
| 2020年 | 《爱在风起云涌时》         | 温汉才         |
| 2021年 | 《天龍八部》               | 汪劍通（客串） |
| 2022年 | 《飞狐外传》（網絡劇）     | 马行空         |
| 未播映 | 《南越王》                 | 趙佗           |
| 未播映 | 《雷霆令》                 | 龙致远         |

### 短片
| 年份   | 片名                                                 | 角色 |
| 2007年 | 這一刻 - 賈樟柯導演《在那里 （页面存档备份，存于）》 | 偉仔 |

### 综艺節目
| 年份       | 節目名                                   | 備註            |
| 無綫電視   |                                          |                 |
| 1981年     | 星光熠熠勁爭輝                           | 表演            |
| 1984年     | 星光熠熠勁爭輝                           | 表演            |
| 1991年     | 鬥戲群星會                               | 第1集           |
| 1993年     | 不可思議星期二之驚夢                     | 擔任嘉賓        |
| 1994年     | 俊傑顯豪情                               | 第2集           |
| 1994年     | 江山如此多FUN                            | 第二輯 第4集    |
| 1996年     | 超級無敵獎門人                           | 第9集           |
| 2009年     | 今日VIP                                  | 10月26日        |
| 2013年     | May姐有請                                | 第二輯 第26集   |
| 2017年     | 今日VIP                                  | 3月8日          |
| 2017年     | 博愛歡樂傳萬家                           | 3月18日         |
| 2017年     | 萬千星輝賀台慶                           | 11月19日        |
| 2018年     | 家燕姐全民皆Friend 60年                  | 演唱            |
| 2019年     | 流行經典50年                             | 9月28日         |
| 無綫生活台 |                                          |                 |
| 2007年     | 志雲飯局                                 | 11月17日        |
| 亞洲電視   |                                          |                 |
| 2001年     | 亞洲電視台慶 百萬富翁 六分鐘護一生慈善夜 | 參賽嘉賓        |
| 2003年     | 529星光薈萃賀台慶                        | 表演            |
| 有線電視   |                                          |                 |
| 2014年     | 星級會客室                               | 專訪嘉賓        |
| ViuTV      |                                          |                 |
| 2016年     | Interviu                                 | 12月18日 第33集 |
| 四川衛視   |                                          |                 |
| 2013年     | 两天一夜（第一季）                       |                 |
| 東方衞視   |                                          |                 |
| 2020年     | 花樣實習生                               | [ 23 ]          |

### 舞台劇 / 音樂劇
| 年份   | 劇目         | 角色 | 場數             | 場地             |
| 1994年 | 原野 舞台劇  |      | 8場              | 香港大會堂音樂廳 |
| 2017年 | 風雲5D音樂劇 | 雄霸 | 香港6場，內地5場 | 紅磡香港體育館   |

## 音樂作品

#### 個人唱片[25]
| 專輯名稱     | 年份      | 發行公司 | 類型 | 曲目                                                               |
| ------------ | --------- | -------- | ---- | ------------------------------------------------------------------ |
| 《給你未來》 | 2009年5月 | 源泉音樂 | EP   | 曲目 1. 給你未來（國） 2. 2010上海灘（粵） 3. 兩人只一個背影（國） |
| 《大風歌》   | 2010年7月 | 源泉音樂 | EP   | 曲目 1. 大風歌（國） 2. 寧願（國）（楊小娟合唱）                   |

#### 合輯
| 名稱                     | 年份      | 發行公司  | 類型         | 曲目 |
| ------------------------ | --------- | --------- | ------------ | --- |
| 《七俠五義》             | 1994年    | 上華唱片  | 電視劇集歌曲 | 曲目 1. 仗劍走千家 - 呂良偉 （ATV外購劇《七俠五義》港版主題曲 粵語） 2. 救姻緣 - 黃安 （電視劇《七俠五義》片尾曲 國語） 3. 仗劍走千家 - 卡拉OK版 4. 救姻緣 - 卡拉OK版 |
| 《STAREAST群星唱好香港》 | 1999年2月 | Star East | CD Single    | 曲目 1. 唱好香港 - 譚詠麟 / 陳百祥 / 曾志偉 / 羅文 / 瑪利亞 / 彭健新 / 泰迪羅賓 / 鄧建明 / 紀如璟 / 王敏德 / 陳欣健 / 李蕙敏 / 張崇基 / 王馨平 / 呂良偉 / 陳曉東 / 李克勤 / 鍾鎮濤 / 張崇德 / 阮兆祥 / 溫拿樂隊 / 區瑞強 / 關維麟 / 林敏驄 |
| 《百家樂》               | 2011年1月 | 人工衛星  | 雜錦大碟     | 曲目 1. 不如跳舞 - 張國立 / 劉志宏 / 韓雨芹 2. 為我好好的 - 韓雨芹 3. 爸爸 - 馮茗暄 / 韓雨芹 4. 塌塌米 - 韋國元 5. 翩翩 - 韓雨芹 6. 大風歌 - 呂良偉 7. 寧願 - 楊小娟 / 呂良偉 8. 兩人只一個背影 - 呂良偉 9. 小城故事 - 韓雨芹 10. 2010上海灘 - 呂良偉 11. 心上跳舞 - 韓雨芹 12. 圈圈 - 圈圈 13. 猩猩朋友 - 圈圈 14. 思念以西 - 韋國元 / 鄭雅云 15. 北極的吶喊 - 韋國元 16. 給你未來 - 呂良偉 |

#### 單曲
- 1995年《包青天》（ATV電視劇《包青天》主題曲）
- 1995年《沒怨半句 （页面存档备份，存于）》（ATV電視劇《包青天》插曲）
- 1995年《走向遠方》（電影《中國十大奇案之中俄列車大劫案》主題曲）
- 2007年《你的夢》（內地電視劇《情定CRD》主題曲）
- 2016年《雄霸天下》（風雲5D音樂劇歌曲）

#### 個人MV
- 2009年《2010上海灘 （页面存档备份，存于）》
- 2009年《給你未來 （页面存档备份，存于）》
- 2016年《雄霸天下 （页面存档备份，存于）》

## 出版作品

### 書籍
| 年份             | 書名                         | 作者     | 出版社             | ISBN               |
| 2010年6月3日初版 | 《路是無限寬廣：呂良偉自傳》 | 呂良偉著 | 廣西科學技術出版社 | ISBN 9787807634829 |

## 廣告代言
| 年份   | 地區     | 產品                                                                 |
| 1987年 | 香港     | OTB桌球信用卡 （页面存档备份，存于）                                 |
| 1988年 | 香港     | Martell金牌馬爹利 （页面存档备份，存于）                             |
| 1990年 | 香港     | MOHAWK運動鞋 （页面存档备份，存于）                                  |
| 1992年 | 香港     | MOFORK運動鞋 （页面存档备份，存于）                                  |
| 1994年 | 香港     | MOFORK運動鞋 （页面存档备份，存于）                                  |
| 2005年 | 中國内地 | 步森西服 （页面存档备份，存于）                                      |
| 2007年 | 中國内地 | 榮泰按摩椅 （页面存档备份，存于） 5分鐘長版本 （页面存档备份，存于） |
| 2010年 | 香港     | Lotus雪蓮健康淨水 （页面存档备份，存于）                             |
| 2014年 | 中國内地 | 九芝寶酒 （页面存档备份，存于） 3分鐘長版本 （页面存档备份，存于）   |
| 2015年 | 中國内地 | 正牌煙嘴 （页面存档备份，存于）                                      |
| 2016年 | 泰國     | 白蘭氏燕窩 （页面存档备份，存于）                                    |
| 2017年 | 泰國     | 白蘭氏燕窩 （页面存档备份，存于）                                    |
| 2017年 | 中國内地 | 金恪財富 （页面存档备份，存于）                                      |
| 2018年 | 香港     | 位元堂安宮牛黃丸 （页面存档备份，存于）                              |
| 2018年 | 中國内地 | 台源䣽酒 （页面存档备份，存于）                                      |
| 2018年 | 中國内地 | 杏福嘉元月餅 （页面存档备份，存于）                                  |

## 曾獲獎項與提名
| 年份   | 名稱                                     | 獎項                                 | 結果 |
| 1985年 | 华侨晚报十大明星金球奖                   | 十大電視明星金球獎                   | 獲獎 |
| 1992年 | 第11屆香港電影金像獎                     | 最佳男主角（跛豪）                   | 提名 |
| 1993年 | TVB萬千星輝賀台慶                        | 翡翠經典人物 - 丁力《上海灘》        | 獲獎 |
| 2012年 | 亞洲電視五十五周年                       | 最正氣男演員大獎                     | 獲獎 |
| 2014年 | 第六屆澳門國際電影節                     | 金蓮花華語影視表演傑出成就獎         | 獲獎 |
| 2014年 | 第九屆巴黎中國電影節頒獎典禮             | 組委會榮譽獎                         | 獲獎 |
| 2015年 | 電視世界2015「英藝獎」頒獎典禮           | 英藝獎                               | 獲獎 |
| 2015年 | 第十九屆富川國際奇幻電影節“WTUF中國之夜” | WTUF傳記電影傑出貢獻獎               | 獲獎 |
| 2017年 | 萬千星輝賀台慶2017                       | 50周年台慶紀念獎座                   | 獲獎 |
| 2017年 | 2016-2017泰國頭條新聞風雲人物頒獎典禮    | 泰國頭條新聞年度風雲人物（中泰關係） | 獲獎 |
| 2018年 | 第58屆亞太影展                           | 最佳男配角（黃金花）                 | 提名 |
| 2020年 | 第五屆金童象兒童電影周                   | 最佳男演員 - 《天下無拐》            | 獲獎 |